# Remy Filipovitch
Remy Filipovitch (* 21. April 1946 in Wilna, Litauische SSR; † 27. Mai 2018 in Essen) war ein litauischer Jazzmusiker (Saxophone, Flöte, Klarinette, Komposition). 

## Leben und Wirken
Filipovitch lernte als Schüler Klarinette. Bereits von 1962 bis 1966 (während seiner Schulzeit) war er Mitglied des Ensembles von Vyacheslav Ganelin. Von 1967 bis 1971 studierte er am Chopin-Konservatorium in Warschau; in dieser Zeit spielte er mit Zbigniew Namysłowski, Tomasz Stańko und Zbigniew Seifert. Von 1971 bis 1974 konnte er seine Studien am Berklee College of Music weiterführen, wo er mit Alan Dawson auftrat. Später spielte er mit Gary Burton und Miroslav Vitouš. Dann nahm er Unterricht am Mozarteum bei George Gruntz. Er ließ sich in Deutschland nieder und arbeitete mit  Paul Kuhn und dessen SFB Big Band, Harald Banters Media Orchestra, Kurt Edelhagen, Walter Norris, Bobby Burgess, Lee Konitz, Leo Wright und Jiggs Whigham. 1990 tourte er durch Litauen, 1991 mit Ted Curson durch die Vereinigten Staaten. 2002 war er mit einem Quintett unterwegs, das er mit Zbigniew Namysłowski leitete. Mit der WDR Big Band Köln und dem WDR Rundfunkorchester Köln nahm er seine ausgedehnte Komposition „Baltisches Lied“ (1985) auf. Weiterhin schrieb er Theater- und Filmmusiken. Seine Kompositionen erhielten nationale und internationale Auszeichnungen, wie 1982 für das Stück „Pictures“ den Ernst-Fischer-Preis der GEMA-Stiftung.
Filipovitch unterrichtete an der Universität Duisburg und an der  Folkwang Hochschule Essen.
Ilse Storb bewertete Filipovitchs Improvisationen als „virtuos, kontrastreich, antithetisch. Er verfügte über ein ausgeprägtes Skalenspiel und verwendet expressive, kreisende, z. T. durch Chromatik gestaltete Kleinmotivik.“

## Diskographische Hinweise
- All Day Long (1982, mit Roman Dyląg und Ronnie Stephenson)
- Open Your Eyes (1991, mit Gediminas Laurinavicius)
- Go! (2003, mit Zbigniew Namysłowski, Krzytof Herdzin, Olo Walicki und Grzegorz Grzyb)
- Sixty Bicycles (2008, mit Thomas Hufschmidt, Walfried Böcker und Alan Jones)

## Lexigraphische Einträge
- Martin Kunzler: Jazz-Lexikon. Band 1: A–L (= rororo-Sachbuch. Bd. 16512). 2. Auflage. Rowohlt, Reinbek bei Hamburg 2004, ISBN 3-499-16512-0.